# 13479 Vet
13479 Vet eller 1977 TO6 är en asteroid i huvudbältet som upptäcktes den 8 oktober 1977 av den ryska astronomen Ljudmila Tjernych vid Krims astrofysiska observatorium på Krim. Den är uppkallad efter Vladimir Evgen'evich Tretyakov.
Asteroiden har en diameter på ungefär 3 kilometer.